# Stanislav Staněk
Stanislav Staněk (12. srpna 1927 Rozkoš – 28. září 2011 Plzeň) byl český akademický malíř.

## Život
Během 2. světové války se vyučil litografem. V letech 1945 – 1950 studoval na pražské Akademii v ateliéru prof. Vlastimila Rady. Věnoval se figurální tematice, krajinomalbě, kresbě, grafice a malbě portrétů. Jeho díla zaujala v USA a Kanadě. Zúčastnil se též soutěže na nové československé bankovky, kde získal ocenění. Vytvořil i architektonické realizace, např. skleněnou vitráž v Divadle J.K.Tyla v Plzni.